# Хикилпан
Хикилпан (на испански: Jiquilpan, също изписвано Xiuquilpan, Xiquilpan, Xiquilpa) е община в щат Мичоака̀н, Мексико. Името му се корени в индианския език науатл и означава „място на багрилни растения“. Център на общината е Хикилпан де Хуарес, родно място на мексиканските президенти Анастасио Бустаманте, трикратен президент на Мексико в средата на 19 век, и Ласаро Карденас, президент от 1934 – 1940. Населението на общината е 32 950 души (по данни от 2015 г.).